# Prądy
Prądy (deutsch Prondy, Pronden) ist ein Stadtteil der polnischen Stadt Bydgoszcz. Der Stadtteil grenzt im Osten an den Stadtteil Miedzyń (Schleusendorf), im Westen an das Dorf Lisi Ogon (Steinholz, Fuchsschwanz), im Norden an den Kanał Bydgoski und im Süden an die Landgemeinde Białe Błota.

## Geschichte

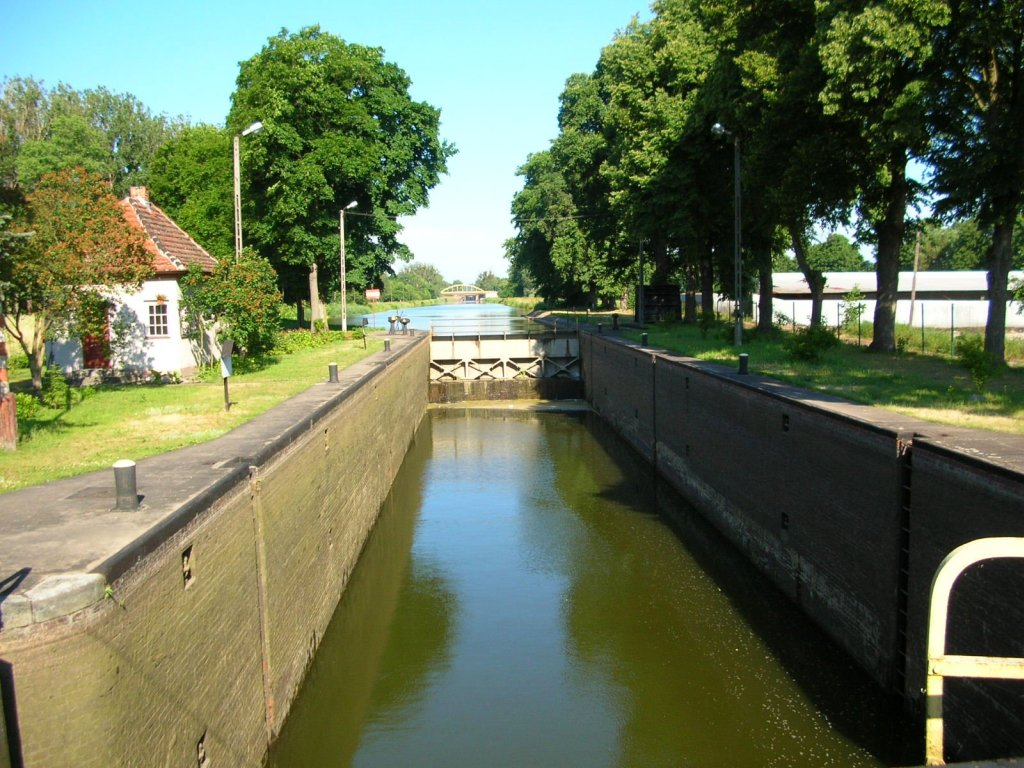
Die Schleuse „Prądy“ am Kanał Bydgoski

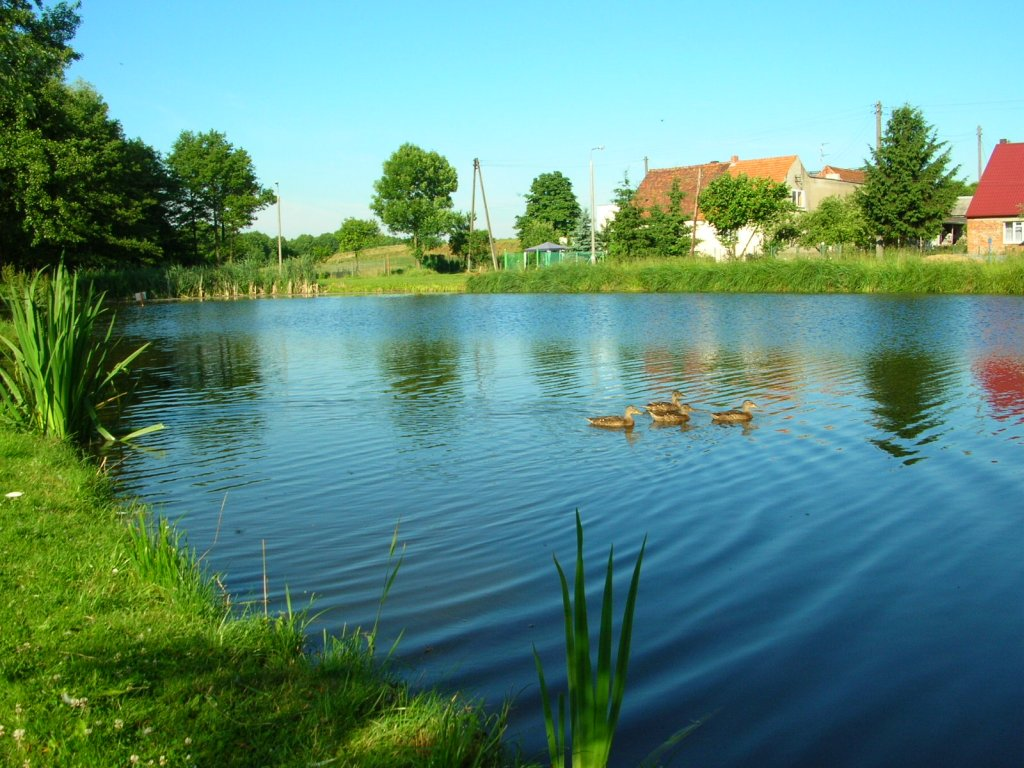
Ehemalige Prondy-Kolonie

In 1633 schenkte die Stadt Bydgoszcz den Jesuiten für ihre Leistungen, die sie während der Pest-Epidemie 1622/30 erbracht hatten, ihr Vorwerk Prądy (gegr. 1594), das seit dem den Namen Prądy Jezuickie (Jesuiter-Prondy) trug.
Nach der Teilung Polens bestand das Dorf aus dem Vorwerk Jesuiter-Prondy und den Siedlungen Prondy-Kupferhammer, Prondy-Dorf, Prondy-Krug und der 1797 von acht deutschen Siedlerfamilien aus Schwaben gegründeten Prondy-Kolonie. Im Norden des Bromberger Kanals am so genannten Schloßberg gab es noch ein kleines Vorwerk, das ursprünglich Prondy, später Prondy-Mühle genannt wurde. Heute ist diese Siedlung Teil des Dorfes Pawłówek.
Im 19. Jahrhundert war es bereits ein eigenständiges Dorf im Landkreis Bromberg.
1896 erbaute der Baumeister Waldemar Jenisch, der auch das Verwaltungsgebäude der Bromberger Schleppschiffahrt errichtete (heute Pałacyk Lloyda), in dem Dorf eine Ziegelei. 1877 errichtete er in der Nähe des Dorfes, am Bromberger Kanal, die Bromberger Cementkalkfabrik Waldemar Jenisch KG. Außerdem gab es in dem Dorf zwei Mühlen, einen Kupferhammer und einen Krug.
In der Nähe des Dorfes befand sich das Vorwerk Żal się Boże, später Nowa Erectia genannt.
1905 zählte das Dorf 455 Einwohner, 387 evangelischen Glaubens und 68 Katholiken. Ende 1910 waren es nur noch 402 Einwohner. Prondy besaß drei Friedhöfe, zwei evangelische und einen katholischen.
Am Bromberger Blutsonntag, dem 3. September 1939 gegen 22:00 Uhr, wurden in dem Dorf Einheiten der sich zurückziehenden polnischen 15. Infanteriedivision von bewaffneten deutschen Zivilisten angegriffen. Unter den polnischen Soldaten gab es 2 Verwundete und einen Toten. Als Vergeltungsmaßnahme wurden 15 der Angreifer hingerichtet (u. a. Ferdinand Dreger, Gustav Dreger, Gustav Rudolf Kopiske, Ferdinand Giese). Nach der Einnahme des Dorfes durch die deutsche Wehrmacht wurde der polnische Mühlenbesitzer Edmund Tański samt seiner Familie von Angehörigen des Volksdeutschen Selbstschutzes hingerichtet.
Am 24. Januar 1945 wurde das Dorf von Soldaten der 47. Armee der 1. Weißrussischen Front eingenommen. Am 5. Oktober 1954 wurde das Dorf an die Stadt Bydgoszcz angeschlossen.

## Personen aus Prądy
- Teofil Ociepka (1891–1978), polnischer Maler und Theosoph
- Ernst Pridöhl (1901–1961), deutscher Landwirt und Politiker